# Ferdrupt
Ferdrupt je francouzská obec v departementu Vosges, v regionu Grand Est. Leží 108 kilometrů od Štrasburku.

## Geografie
Sousední obce: Ramontchamp, Saulxures-sur-Moselotte, Rupt-sur-Moselle a Beulotte-Saint-Laurent. K obci patří dvě samoty: Remanvillers a Xoarupt.

## Historie
Obec vznikla v roce 1832 na území vyčleněném z Rupt-sur-Moselle a Ramonchampu.

## Památky
- kostel sv. Vincence z Pauly

## Vývoj počtu obyvatel
Počet obyvatel